# Georgi Bożiłow (wioślarz)
Georgi Bożiłow (bułg. Георги Божилов; ur. 9 kwietnia 1989 w Sofii) – bułgarski wioślarz, brązowy medalista Europy w jedynce z 2012 roku, uczestnik Letnich Igrzysk Olimpijskich 2016 w Rio de Janeiro.

## Osiągnięcia
- Mistrzostwa Świata Juniorów – Brandenburg 2005 – dwójka podwójna – 8. miejsce[1].
- Mistrzostwa Świata Juniorów – Amsterdam 2006 – dwójka podwójna – 13. miejsce[1].
- Mistrzostwa Świata Juniorów – Pekin 2007 – czwórka bez sternika – 6. miejsce[1].
- Mistrzostwa Europy – Brześć 2009 – dwójka bez sternika – 11. miejsce[1].
- Mistrzostwa Europy – Montemor-o-Velho 2010 – jedynka – 8. miejsce[1].
- Mistrzostwa świata – Bled 2011 – jedynka – 12. miejsce[1].
- Mistrzostwa Europy – Płowdiw 2011 – jedynka – 7. miejsce[1].
- Mistrzostwa Europy – Varese 2012 – jedynka – 3. miejsce[1].
- Mistrzostwa Europy – Sewilla 2013 – jedynka – 7. miejsce[1].
- Mistrzostwa Świata – Chungju 2013 – jedynka – 8. miejsce[1].
- Mistrzostwa Świata – Amsterdam 2014 – dwójka podwójna – 6. miejsce[1].
- Mistrzostwa Europy – Poznań 2015 – dwójka podwójna – 5. miejsce[1].
- Mistrzostwa Świata – Aiguebelette-le-Lac 2015 – dwójka podwójna – 11. miejsce[1].
- Igrzyska Olimpijskie – Rio de Janeiro 2016 – dwójka podwójna – 9. miejsce[1].
- Mistrzostwa Świata – Rotterdam 2016 – dwójka ze sternikiem –15. miejsce[1].